# Sotíris Nínis
 (août 2012).
Si vous disposez d'ouvrages ou d'articles de référence ou si vous connaissez des sites web de qualité traitant du thème abordé ici, merci de compléter l'article en donnant les références utiles à sa vérifiabilité et en les liant à la section « Notes et références ».
Sotíris Nínis (en grec : Σωτήρης Νίνης), né le 3 avril 1990 à Himarë en Albanie, est un joueur de football grec, évoluant au poste de milieu offensif.
Il a connu sa première sélection en équipe nationale grecque, le 19 mai 2008, à l'occasion du match amical face à Chypre, et à cette occasion, il a inscrit son premier but en équipe nationale, ce qui en fait le plus jeune buteur de l'histoire de la sélection grecque de football.
Il était membre de la sélection grecque des -19 ans, finaliste du championnat d'Europe en 2007, face à l’Espagne.

## Carrière en club

### Panathinaïkos
Arrivé en 2003 au Panathinaïkos, en provenance de son club formateur, l'Apollon Smyrnis, Ninis devient vite l'un des éléments clés des équipes de jeunes du club, et ses entraîneurs, voient en lui, l'une des futures étoiles du football grec.
Le 22 décembre 2006, le club lui offre un contrat de 5 ans, et 2 semaines plus tard, l'entraîneur Víctor Muñoz, l'incorpore dans l'effectif pour le match de championnat face à l'AO Aigáleo, au Stade olympique d'Athènes. Il y inscrit le premier but de sa carrière chez les professionnels, et est même élu meilleur joueur de la journée de Superleague.
À 16 ans et 9 mois, il devient le 2e plus jeune joueur à porter les couleurs du club lors d'un match de championnat, après Kostas Antoniou (15 ans en 1977).
En février 2007, il est le meilleur joueur du match, lors de la victoire du Panathinaïkos face à AEK Athènes (4-1), auteur ce jour-là, d'un but et de deux passes décisives.
Le 6 juillet 2007, Sotiris Ninis, signe un contrat professionnel avec Panathinaïkos, une clause prévoyant une somme minimale de 15 millions d'euros pour un départ vers un autre club grec, et une somme de 14 millions pour un départ vers un club étranger.
La saison 2007-2008, est troublée par des blessures (tendon d'Achille et muscle de l'estomac), qui le tiennent éloigné des terrains durant plus de 3 mois, par la suite, le jeune espoir, ne regagne jamais la confiance de l'entraîneur portugais, Jose Peseiro.
Les supporters espèrent que l'arrivée du nouvel entraîneur néerlandais, Henk ten Cate, lui donnera l'occasion d'exprimer son talent lors de la saison 2008-2009.

### Parme
En mars 2012, le président de Parme FC, Tommaso Ghirardi, confirme qu'un accord a été trouvé et que Ninis s'engagera pour son club dès le mercato d'été 2012 jusqu'en 2017.
Le 2 septembre 2013, après seulement un an à Parme, alors que son contrat expirait en 2017, Ninis décide de quitter le club pour retourner en Grèce.

### PAOK Salonique
Appartenant toujours au club de Parme, il part le 2 septembre 2013 en prêt jusqu'à la fin de la saison au PAOK Salonique. Il y jouera 23 matches toutes compétitions confondues dont 7 en Ligue Europa et marquera son unique but en Europe.

### Retour au Panathinaïkos
Libre de tout contrat depuis août 2014, Sotiris Ninis signe le 6 novembre 2014 dans son club formateur, le Panathinaïkos.

### Sporting de Charleroi
Le 2 janvier 2016, Sotiris Ninis signe un contrat de 2 ans (plus 2 en option) au Sporting de Charleroi, en Belgique. 
Il joue son premier match dans son nouveau club le 24 janvier 2016 contre Anderlecht.
Un an plus tard, le contrat de Ninis à Charleroi est rompu d'un commun accord.
Le joueur s'engage librement dans un autre club belge, le KV Malines, pour une durée de deux ans et demi.

### KV Malines
Il joue seulement deux matchs avec le KV Malines, sans marquer de but. Il rejoint à la fin de la saison le club israélien du Maccabi Petach-Tikva.

### Hapoël Ashkelon
Le 7 octobre 2018, libre de tout contrat depuis son départ du Maccabi Petah-Tikva, il s'engage avec l'Hapoel Ashkelon, qui évolue alors en deuxième division. Il inscrit son premier but sous ses nouvelles couleurs lors de son premier match face à l'Hapoël Kfar Saba.

## Sélection nationale
Élément de base de la sélection grecque, finaliste du Championnat d'Europe de football des moins de 19 ans 2007, il est élu, à 17 ans, dans le meilleur 11 de la compétition, après avoir inscrit le but égalisateur de son équipe en 1/2 finale face à l'équipe allemande (3-2), et réussit 2 passes décisives (dont une lors du match d'ouverture victorieux face à l'Autriche (1-0).
Le 16 mai 2008, le sélectionneur de l'équipe nationale grecque, Otto Rehhagel, le sélectionne pour la première fois avec les A.
Le 19 mai, à Patras, Sotíris Nínis se retrouve même dans le 11 de départ lors du match amical de préparation à l'Euro 2008 face à Chypre (2-0), et en inscrivant le premier but après 5 minutes de jeu, il devient, à 18 ans et 46 jours, le plus jeune buteur de l'histoire de l'équipe nationale grecque, effaçant ainsi des tablettes, l'ancien recordman, Kostas Eleftherakis, plus âgé de 244 jours.
Mais cette performance ne suffit pas à le faire retenir parmi les 23 joueurs sélectionnés pour l'Euro 2008, où la Grèce sera éliminée en phase de poules avec trois défaites.